# Strâmba-Vulcan, Gorj
Strâmba-Vulcan este un sat în comuna Ciuperceni din județul Gorj, Oltenia, România.